# Nicolai Johannsen
Nicolai Johannsen, né Nicolay Johannsen le 17 décembre 1885 à Aker (localité intégrée à la ville d'Oslo en 1948) et mort le 13 septembre 1935, est un acteur norvégien. Il a été actif de 1907 à 1928.

## Biographie
Nicolai Johannsen a fait ses débuts sur scène en 1907 au théâtre Fahlstrøms d'Oslo et a participé à la tournée nationale de 1907-1908, puis a travaillé au Centralteatret en 1909-1911. Il devient rapidement l'une des stars de la société scandinave car il joue dans un grand nombre de films muets, surtout danois, et dans treize films suédois à l'époque de la Première Guerre mondiale.

## Filmographie
Films danois
- 1913 – Under Blinkfyrets Straaler (Robert, le fils du propriétaire; réalisation de Robert Dinesen)
- 1913 – Prinsesse Elena (Henry de Bersin; réalisation de Holger-Madsen)
- 1914 – Bytte Roller ( Sir Thomas Grey, millionær; réalisation d'August Blom)
- 1914 – De røvede Kanontegninger (le capitaine Dubois; réalisation d'A.W. Sandberg)
- 1914 – Moderen (Henrik Storm; réalisation de Robert Dinesen)
- 1914 – Et Kærlighedsoffer (Jean Fort, skuespiller; réalisation de Robert Dinesen)
- 1914 – Et vanskeligt Valg (réalisation de Holger-Madsen)
- 1914 – Inderpigen (Freedy Harrington, officier anglais; réalisation de Robert Dinesen)
- 1914 – Eventyrersken (Niels; réalisation d'August Blom)
- 1914 – Fædrenes Synd (Victor Müller; réalisation d'August Blom)
- 1914 – Hammerslaget (John Bennett; réalisation de Robert Dinesen)
- 1914 – Uden Fædreland (Emmanuel III, prince de Bérengarie; réalisation de Holger-Madsen)
- 1915 – Revolutionsbryllup (Ernest des Tressailles; réalisation d'August Blom)
- 1955 – Trold kan tæmmes (La Mégère apprivoisée) (Richard Strom, banquier; réalisation de Holger-Madsen)
- 1915 – Et Haremsæventyr (Gaston d'Henricourt, lieutenant de cavalerie; réalisation de Holger-Madsen)
- 1915 – En Død i Skønhed (Richard; réalisation de Robert Dinesen)
- 1915 – Naar Hævngløden slukkes (Paul Heine, peintre; réalisation de Robert Dinesen)
- 1915 – Kampen om Barnet (le Dr. Nelson; réalisation de Hjalmar Davidsen)
- 1915 – Drankersken (le Dr. Hermann; réalisation de Hjalmar Davidsen)
- 1915 – Den lille Chauffør (Cecil Hagan; réalisation d'August Blom)
- 1915 – Kvinden, han mødte (le baron Max; réalisation de Hjalmar Davidsen)
- 1916 – Midnatssolen (Fritz Wahlbeck; réalisation de Robert Dinesen)
- 1916 – Prinsessens Hjerte (le lieutenant Boris; réalisation de Hjalmar Davidsen)
- 1918 – Slegternes kamp (Ejvin Nordeck; réalisation d'Ernst Dittmer)

Films suédois
- 1915 – Minlotsen (l'amoureux; réalisation de Mauritz Stiller)
- 1915 – Madame de Thèbes (le comte Robert; réalisation de Mauritz Stiller)
- 1915 – Kampen om en Rembrandt (le comte Vinding de Vindingsborg; réalisation d'Edmond Hansen)
- 1916 – Enslingens hustru (Uno Schmidt, lieutenant; réalisation de Fritz Magnussen)
- 1916 – Hennes kungliga höghet (le prince Albert de Valence; réalisation de Fritz Magnussen)
- 1916 – I elfte timmen (Valentin Sporre, candidat; réalisation de Fritz Magnussen)
- 1916 – Millers dokument (Allan, étudiant; réalisation de Konrad Tallroth)
- 1916 – Guldspindeln (Georges Cadoudal, peintre; réalisation de Fritz Magnussen)
- 1916 – Kärlekens irrfärder (le capitaine Weiden; réalisation d'Edmond Hansen)
- 1916 – Politik och brott (William Thompson; réalisation de Fritz Magnussen)
- 1916 – Brandsoldaten (Wester; réalisation d'Arvid Englind)
- 1917 – Värdshusets hemlighet (Mac Maillon; réalisation de Fritz Magnussen)
- 1917 – Chanson triste (William Dennison; réalisation de Konrad Tallroth)

Films norvégiens
- 1926 – Baldevins bryllup (Braa, skipper; réalisation de George Schnéevoigt)
- 1928 – Cafe X (le capitaine Slakteren réalisation de Walter Fyrst).